# کاراوونیکا
کاراوونیکا (به ایتالیایی: Caravonica) یک کومونه در ایتالیا است که در استان ایمپریا واقع شده‌است.

## خصوصیات
کاراوونیکا ۴٫۹ کیلومترمربع مساحت و ۳۰۱ نفر جمعیت دارد.